# فرندزوود (تگزاس)
فرندزوود، تگزاس(به انگلیسی: Friendswood, Texas) شهری در ایالت تگزاس از ایالات جنوبی ایالات متحده آمریکا است. در سرشماری سال ۲۰۰۰، جمعیت این شهر ۲۹۰۳۷ نفر اعلام شد.